# Campeonato Mundial de Halterofilia de 1954
El  XXXI Campeonato Mundial de Halterofilia se celebró en Viena (Austria) entre el 7 y el 10 de octubre de 1954 bajo la organización de la Federación Internacional de Halterofilia (IWF) y la Federación Austríaca de Halterofilia.
En el evento participaron 100 halterófilos de 23 federaciones nacionales afiliadas a la IWF.

## Medallistas
| Evento  | Oro                                     | Plata                               | Bronce                                |
| ------- | --------------------------------------- | ----------------------------------- | ------------------------------------- |
| 56 kg   | Bakir Farjutdinov URSS 315,0            | Mahmud Namyu Irán 307,5             | Ali Mirzaei Irán 302,5                |
| 60 kg   | Rafael Chimishkian URSS 350,0           | Ivan Udodov URSS 350,0              | Nil Tun Maung Birmania 330,0          |
| 67,5 kg | Dmitri Ivanov URSS 367,5                | Said Jalifa Guda Egipto 355,0       | Josef Tauchner · Austria · 352,5      |
| 75 kg   | Peter George Estados Unidos 405,0       | Fiodor Bogdanovski URSS 402,5       | Stanley Stanczyk Estados Unidos 390,0 |
| 82,5 kg | Tommy Kono Estados Unidos 435,0         | Trofim Lomakin URSS 427,5           | Jean Debuf Francia 405,0              |
| 90 kg   | Arkadi Vorobiov URSS 460,0              | Dave Sheppard Estados Unidos 440,0  | Clyde Emrich Estados Unidos 427,5     |
| +90 kg  | Norbert Schemansky Estados Unidos 487,5 | James Bradford Estados Unidos 462,5 | Franz Hölbl · Austria · 425,0         |

1. 1 2 3  Fuerza (kg) + arrancada (kg) + dos tiempos (kg) = TOTAL (kg)

## Medallero
| Núm. | País           | Oro | Plata | Bronce | Total |
| ---- | -------------- | --- | ----- | ------ | ----- |
| 1    | URSS           | 4   | 3     | 0      | 7     |
| 2    | Estados Unidos | 3   | 2     | 2      | 7     |
| 3    | Irán           | 0   | 1     | 1      | 2     |
| 4    | Egipto         | 0   | 1     | 0      | 1     |
| 5    | Austria        | 0   | 0     | 2      | 2     |
| 6    | Birmania       | 0   | 0     | 1      | 1     |
| 6    | Francia        | 0   | 0     | 1      | 1     |
|      | TOTAL          | 7   | 7     | 7      | 21    |